# Фріс Павло Львович
Фріс Павло Львович — український правознавець-криміналіст. Доктор юридичних наук (2005), професор (2008), професор кафедри кримінального права Навчально-наукового юридичного інституту "Прикарпатський національний університет імені Василя Стефаника" (2008). Заслужений діяч науки і техніки України (2009), член-кореспондент Національної академії правових наук України, академік (дійсний член) Національної Академії наук Вищої освіти України (2011), лауреат премії імені Ярослава Мудрого (2014). Батько народного депутата IX скликання Фріса Ігоря Павловича.

## Біографія
Народився 06 липня 1949 р. в м. Дрогобичі Львівської області.
У 1972 р. закінчив юридичний факультет Львівського національного університету ім. І. Франка.
З 1972 по 1973 р. — проходив службу в лавах Збройних Сил СРСР на посаді в.о. слідчого військової прокуратури гарнізону.
До 1975 р. працював в органах державної виконавчої влади та на посаді завідувача лабораторії Івано-Франківського педагогічного інституту ім. В. Стефаника.
З 1975 по 1990 рр. — працював у Івано-Франківській спеціальній середній школі міліції МВС СРСР на посадах викладача, старшого викладача.
З 1990 р. — доцент Івано-Франківського педагогічного інституту ім. Василя Стефаника.
З 1992 р. — працює на юридичному факультеті (з 2002 р. — Юридичному інституті, з 2027 р. Навчально-науковому юридичному інституті), ДВНЗ "Прикарпатський національний університет імені Василя Стефаника" — на посадах доцента кафедри теорії та історії держави та права, доцента кафедри кримінального права та процесу, професора кафедри кримінального права і процесу, завідувача кафедри кримінального права.
Заслужений діяч науки і техніки України (2010 р.), 
Член-кореспондент Національної академії правових наук України (2020 р.).
Академік (дійсний член) Національної Академії наук Вищої освіти України (2011 р.).
Лауреат премії імені Ярослава Мудрого за внесок в юридичну науку (2015 р.).
Видатний юрист України (за версією Союзу юристів України 2023 рік.).
Член науково-консультативної Ради при Голові Верховної Ради України (2023 рік). 
Основними напрямами наукових досліджень П. Л. Фріса є проблеми теорії кримінального права, кримінально-правова політика, філософія
кримінального права. П. Л. Фрісу належать понад 310 наукових праць, серед найважливіших з яких монографії: «Кримінально-правова політика Української держави: теоретичні, історичні та правові проблеми» (2005 р.); «Нарис історії кримінально-правової політики України» (2005 р.); «Порівняльне кримінальне право Республіки Польща та України в контексті Європейського Союзу» (у співавторстві — 2007 р.); «Політика у сфері боротьби зі злочинністю і права людини» (2009 р.), «Застосування ОВС норм та інститутів кримінального та адміністративного права під час проведення Євро 2012» (у співавторстві -2012 р.) «Правова доктрина України» (у співавторстві — 2013 р.), "Політика у сфері боротьби зі злочинністю: теоретичні та правові проблеми" (у співавторстві - 2016 р.), "Кримінально-правова політика у сфері регулювання заходів безпеки" (у співавторстві - 2020 р.), "Ідеологія кримінально-правової політики" (2021 рік), "Колабораційна діяльність. Польсько-українській досвід боротьби" (2023 рік), "Політика у сфері боротьби зі злочинністю: стан та перспективи" (у співавторстві - 2025 рік) тринадцяти статей у Великій Українській юридичній енциклопедії (том 17 - "Кримінальне право" та том 18 "Кримінологія, кримінально-виконавче право"),восьми статей у Великій українській кримінологічній енциклопедії (2021 рік),а також ряд підручників та навчальних посібників, найвідомішим з яких є підручник з Загальної частини Кримінального права України який витримав 3 видання (2004, 2009, 2018 рр.),